# Crataegus coccinea
Espèce
Crataegus coccinea est une espèce de plantes à fleurs de la famille des Rosaceae. Elle peut-être aussi appelée Aubépine écarlate.

## Description

### Appareil végétatif
Crataegus mollis peut prend la forme d’un buisson, d'un arbuste ou d’un arbre qui peut atteindre 10 m de hauteur. Son tronc, souvent tortueux porte une cime généralement basse.
Les feuilles, caduques, sont simples et ont une disposition alterne. De forme ovale, elles sont portées par un pétiole présentant à sa base deux stipules dentées. Les feuilles mesurent de 6 à 9 cm de long. Leur bordure est doublement dentée.
Les bourgeons, d'un brun rougeâtre luisant, sont recouverts de 5 à 10 écailles. Les bourgeons axillaires sont légèrement plus petits que les bourgeons terminaux, et contrairement à ces derniers, ils se présentent assez souvent par groupe de 2 ou 3, avec un d'entre eux qui pourra donner une épine.
Les rameaux sont de deux sortes : soit de longues pousses portant feuilles et épines, ces dernières étant lisses et luisantes, dures et acérées, longues de 6 cm environ, soit des pousses courtes pouvant porter feuilles et fleurs (puis fruits). Ces rameaux ont une couleur variable, grise ou brun-orangé.
Le bois est dur et peut être utilisé pour la sculpture ou le travail au tour à bois.

### Appareil reproducteur
Les fleurs apparaissent à la fin du printemps, en même temps que les feuilles. Les inflorescences sont des grappes aplaties qui se forment à l’extrémité des pousses courtes. Les fleurs sont blanches ou rosées et dégagent une odeur douce mais assez désagréable. Chaque fleur présente 5 sépales verdâtres, 5 pétales blancs ou parfois rosés, de 5 à 25 étamines et de 1 à 5 pistils.
Les fruits sont des baies comestibles, globuleux et peu charnues. De couleur rouge, ils mesurent de 10 à 14 mm de largeur et contiennent de 1 à 5 graines. Ils persistent généralement sur l'arbre durant l'hiver.

## Habitat
Cette aubépine préfère les sols riches en calcium et les sites bien exposés à la lumière. On la trouve par exemple dans des friches, sur le bord de cours d’eau ou dans des clairières.

## Taxonomie et systématique
Cette espèce a été scientifiquement décrite pour la première fois en 1753 par le naturaliste suédois Carl von Linné dans son ouvrage Species Plantarum.